# Barragem de Campos Novos
A Barragem de Campos Novos é uma barragem brasileira que serve também como passagem sobre o Rio Canoas para a estrada que liga as cidades catarinenses de Campos Novos e Celso Ramos no meio-oeste do estado.

## Características
Possui 202 metros de altura e está na lista das mais altas do mundo (veja Lista de barragens). Represa as águas do Rio Canoas com o fim de gerar energia através das 3 turbinas da Usina Hidrelétrica de Campos Novos que deveriam entrar em funcionamento em 2006. 
Com a construção da barragem na região, foi realizada uma pesquisa pelos sítios arqueológicos da região, pesquisa realizada pelo arqueólogo Marcos Masi da Universidade Federal de Santa Catarina, todas as informações desta pesquisa serão posteriormente organizadas no Museu da cidade de Campos Novos.
Além da pesquisa em busca do passado na região também foram oferecidos cursos de aperfeiçoamento para os professores da rede pública e particular, sobre Educação Patrimonial.

## Os problemas da Barragem de Campos Novos

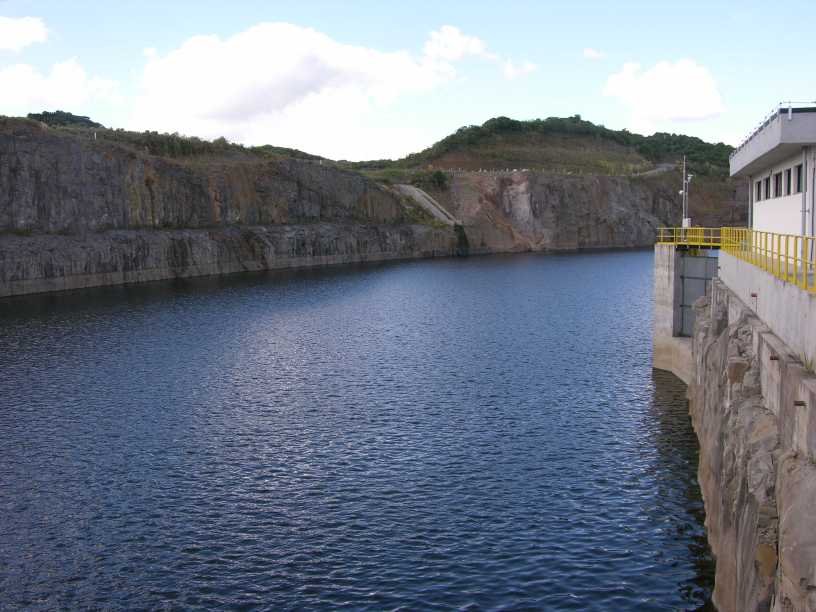
Barragem de Campos Novos.

A construção começou em 2001 mas a barragem teve problemas sérios desde outubro de 2005, enquanto ainda estava sendo construída, e em junho de 2006 quando começaria a funcionar um dos túneis colapsou causando extensos danos e inundou extensas áreas de mata nativa e prejudicando vários moradores. As empresas responsáveis ficaram obrigadas a pagar indenização apropriada mas diante da recusa geraram movimentos de revolta violentos dos prejudicados. Os prejuízos estimados estão em aproximadamente 700 milhões.
A obra havia sido financiada pelo Banco Interamericano de Desenvolvimento e o Banco Nacional de Desenvolvimento Econômico e Social (BNDES) e construída por Camargo Corrêa e consultores de engenharia Engevix.